# Šventoji (přítok Baltského moře)

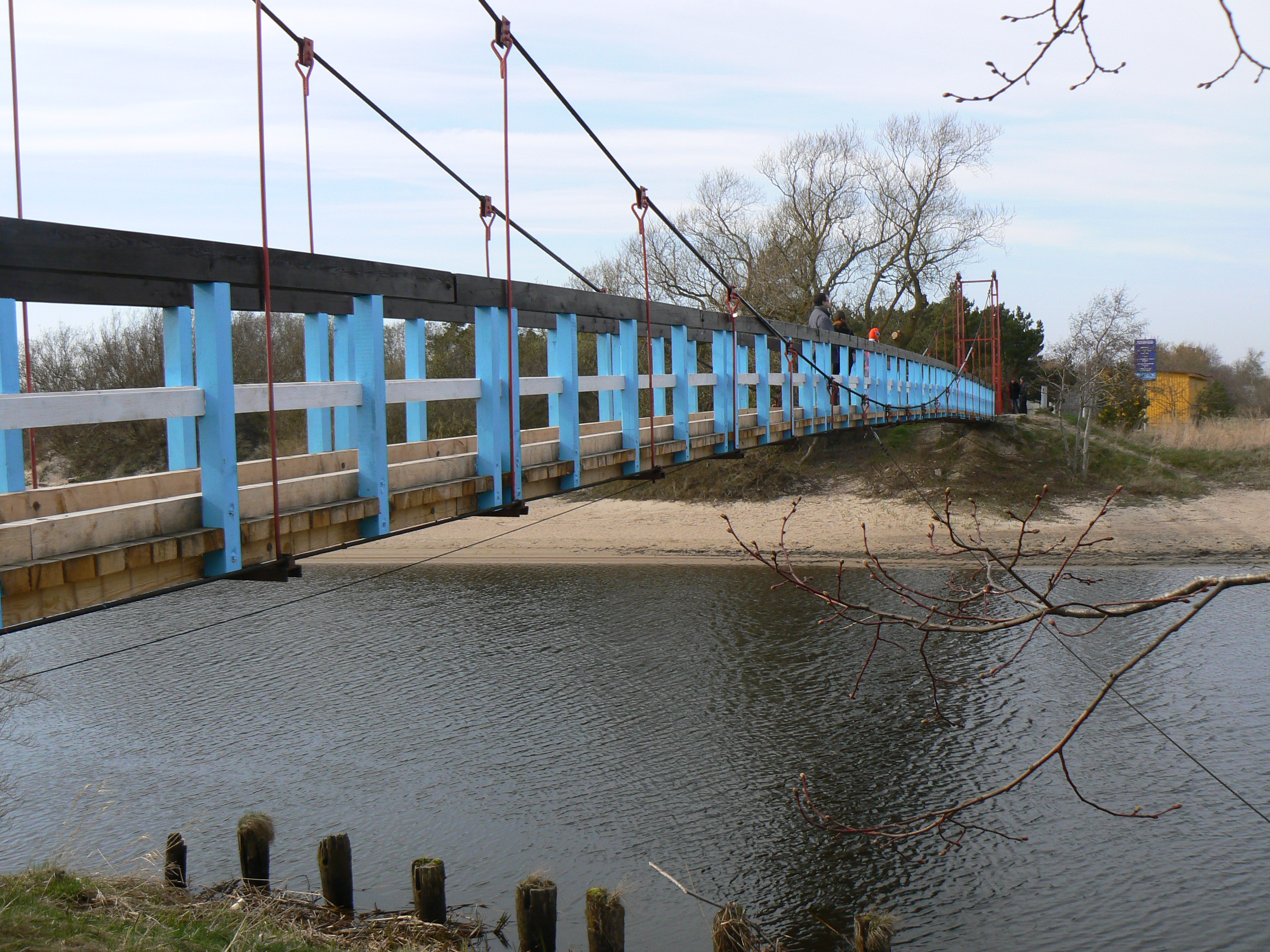
„Opičí“ most přes řeku v lázních Šventoji. Po rekonstrukci se houpe podstatně méně; název zůstal

Šventoji (lotyšsky Sventāja) je řeka na západě Litvy, v Žemaitsku, v Klajpedském kraji, pramení v okrese Skuodas na jižním okraji vsi Šatraminiai. Délka toku je 68,4 km, z nichž přes 30 km (od 48,5 do 16,7 km) tvoří státní hranici Litvy s Lotyšskem. Řeka ústí opět na území Litvy v lázeňském městě a přístavu Šventoji (okres (lit.: savivaldybė) Statutární město Palanga) do Baltského moře. Řeka teče zpočátku na sever, na sever od obce Lenkimai se stáčí na jihozápad.

## Přítoky
- levé:

| Hydrologické pořadí | Řeka        | Délka (km) | Povodí (km²) | Vzdálenost od ústí (km) | Ústí kde       | Koordináty ústí                  |
| ------------------- | ----------- | ---------- | ------------ | ----------------------- | -------------- | -------------------------------- |
| 20010820            | Paraistupis | 3,3        | 5,5          | 64,9                    | Žalgiriai      | 56°8′23″ s. š., 21°28′20″ v. d.  |
| 20010830            | Š - 17      | 3,6        | 2,3          | 64,1                    |                |                                  |
| 20010840            | Š - 15      | 5,2        | 7,6          | 62,1                    |                |                                  |
| 20010860            | Laukupis    | 5,8        | 6,3          | 60,6                    |                | 56°9′13″ s. š., 24°58′20″ v. d.  |
| 20010870            | Š - 13      | 3,4        | 1,3          | 59,1                    |                |                                  |
| 20010880            | Š - 11      | 3,6        | 1,9          | 58,8                    |                |                                  |
| 20010890            | Š - 9       | 4,5        | 8,0          | 57,9                    |                |                                  |
| 20010920            | Plaušmirkis | 8,7        | 11,6         | 52,5                    | Plaušiniai     | 56°11′32″ s. š., 21°21′38″ v. d. |
| 20010970            | Š - 7       | 3,5        | 5,2          | 44,6                    | Lenkimai       |                                  |
| 20010980            | Š - 5       | 3,7        | 3,4          | 44,2                    | Lenkimai       |                                  |
| 20010990            | Graumenalis | 4,9        | 5,9          | 38,3                    | Margininkai    | 56°9′58″ s. š., 21°15′39″ v. d.  |
| 20010110            | Įpiltis     | 16,2       | 42,8         | 29,8                    | Senoji Įpiltis | 56°7′8″ s. š., 21°14′ v. d.      |
| 20010120            | Kulšė       | 18,2       | 43,5         | 23,0                    | Laukžemė       | 56°4′53″ s. š., 21°12′19″ v. d.  |
| 20010140            | Darba       | 26,2       | 118,7        | 7,2                     | Šventoji       | 56°2′ s. š., 21°6′39″ v. d.      |
| 20010170            | Š - 3       | 4,3        | 4,4          | 6,0                     | Šventoji       |                                  |
| 20010180            | Š - 1       | 5,7        | 5,4          | 4,5                     | Šventoji       |                                  |

- pravé:

| Hydrologické pořadí | Řeka                       | Délka (km)   | Povodí (km²)   | Vzdálenost od ústí (km) | Ústí kde  | Koordináty ústí                  |
| ------------------- | -------------------------- | ------------ | -------------- | ----------------------- | --------- | -------------------------------- |
| 20010850            | Š - 8                      | 5,0          | 6,4            | 61,4                    |           |                                  |
| 20010910            | Dunojėlis                  | 5,0          | 6,6            | 57,6                    | Večiai    | 56°10′20″ s. š., 21°23′53″ v. d. |
| 20010930            | Žioklanis                  | 4,7          | 3,4            | 51,0                    | Kalviai   | 56°11′57″ s. š., 21°21′31″ v. d. |
| 20010940            | Skroblis neboli Skroblupis | 8,7          | 17,8           | 49,2                    | Sriauptai | 56°12′36″ s. š., 21°20′59″ v. d. |
| 20010960            | Luknė                      | 10,5         | 33,8           | 48,5                    | Sriauptai | 56°13′6″ s. š., 21°19′57″ v. d.  |
| 20010130            | Š - 6                      | 2,5          | 0,9            | 7,8                     | Šventoji  |                                  |
| 20010190            | Š - 4                      | 6,0          | 5,3            | 3,2                     | Šventoji  |                                  |
| 20010210            | Š - 2 (Kaņava)             | ~10 (4,6 LT) | 31,0 (24,7 LV) | 3,0                     | Šventoji  | 56°2′28″ s. š., 21°5′8″ v. d.    |

## Obce při řece
- Kalviai (ves, kde se narodil Simonas Daukantas), Lenkimai, Senoji Įpiltis, Laukžemė, Būtingė, Šventoji